# アメリカンボブテイル

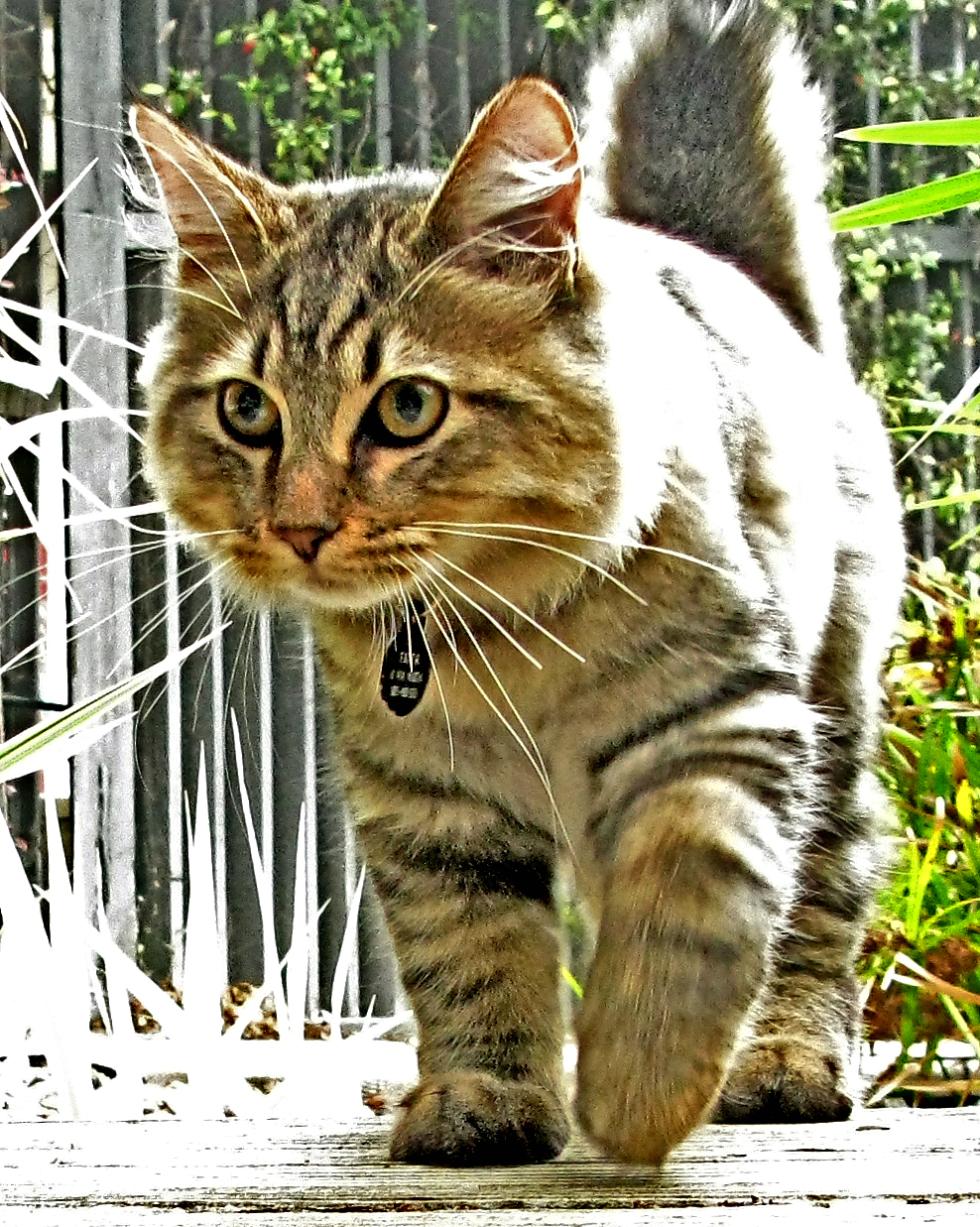

アメリカンボブテイル（英:American Bobtail)とは猫の品種の一つ。原産国はアメリカ。

## 歴史
1960年代、ある若い夫婦がアリゾナを旅行中に手に入れた子猫が基盤になっている。その子猫はボブテイルという変わった特徴を持っており、ヨディ（Yodie,Yodi)と名づけられた。ヨディはボブキャットに似ていたのでイエネコとボブキャットの雑種と考えられたがこれは証明されていない。そのボブテイルについては、ジャパニーズボブテイルやマンクスの遺伝子が入り込んで生まれたという説があるが、これも定かとはなっていない。
ヨディは後にシャムのメスと交配され子猫が誕生した。その中にボブテイルの子猫がいて、これによりこの尾を引き起こした遺伝子が優性遺伝であることがわかった。その子猫を見たブリーダーがそれを気に入り、新しい猫種を作る繁殖計画が始まった。この繁殖計画の目標はポイントを持ち、白いミトン、白いブレーズを持つボブテイルの長毛種の猫を作ることであった。
他の長毛種との交配も行われ、アメリカンボブテイルと名づけられ、1970年代には最初のスタンダードが作られた。だが限られた中で近親交配を繰り返したため健康に問題を抱えた猫が生まれるようになってしまいブリーダーは苦心した。
1980年代にブリーダーは繁殖方針を変更することを決定した。基盤になったヨディに似た姿の猫種へと品種を作り変えることにした。そのために元の血統の多くを排除し、他の色々な品種と交配し、新しい血統と色々な模様と色を取り入れること。健康問題を解決するために繁殖と改良を続けた結果アメリカンボブテイルは野性的な外見を持つ猫種に生まれ変わった。